# Томашиково
Томашиково (слч. Tomášikovo) насељено је мјесто са административним статусом сеоске општине (слч. obec) у округу Галанта, у Трнавском крају, Словачка Република.

## Становништво
| Година:    | 1994. | 2004.   | 2014.   | 2024.   |
| ---------- | ----- | ------- | ------- | ------- |
| Број људи: | 1488  | 1574    | 1645    | 1805    |
| Разлика:   |       | +5,77 % | +4,51 % | +9,72 % |

| Година:    | 2023. | 2024.   |
| ---------- | ----- | ------- |
| Број људи: | 1796  | 1805    |
| Разлика:   |       | +0,50 % |

Према подацима о броју становника из 2011. године насеље је имало 1.611 становника.